# Paradiplospinus
Paradiplospinus és un gènere de peixos pertanyent a la família dels gempílids.

## Taxonomia
- Paradiplospinus antarcticus (Andriashev, 1960)[1]
- Paradiplospinus gracilis (Brauer, 1906)[2]